# زائدة أذينية يمنى
زائدة أذينية يمنى (بالإنجليزية: Atrium (heart))‏ وهي جيبة (كيس) صغيرة عضلية مخروطية معلقة بالأذين الأيمن للقلب.

## تشريح
جوانب الزائدة تبرز حافة مسننة. مشروعات من الجزء العلوي والأمامي من الجيب إلى الأمام، ونحو الجانب الأيسر، والتي تتداخل جذر الأبهر.